# Kerekes György (labdarúgó)
Kerekes György (Debrecen, 1956. augusztus 8. –) válogatott labdarúgó, középcsatár.

## Pályafutása

### A válogatottban
1981-ben két alkalommal szerepelt a válogatottban. Egyszeres B-válogatott (1983), egyszeres egyéb válogatott (1982).

## Sikerei, díjai
- Magyar bajnokság
  - bajnok: 1977–78, 1978–79

## Statisztika

### Mérkőzései a válogatottban
| Magyarország | Magyarország       | Magyarország            | Magyarország | Magyarország | Magyarország | Magyarország | Magyarország | Magyarország |
| #            | Dátum              | Helyszín                | Hazai        | Eredmény     | Vendég       | Kiírás       | Gólok        | Esemény      |
| ------------ | ------------------ | ----------------------- | ------------ | ------------ | ------------ | ------------ | ------------ | ------------ |
| 1.           | 1981. október 14.  | Budapest, Népstadion    | Magyarország | 3 – 0        | Svájc        | vb-selejtező | -            | 65'          |
| 1.           | 1981. november 18. | London, Wembley Stadion | Anglia       | 1 – 0        | Magyarország | vb-selejtező | -            | 46'          |
|              | Összesen           |                         |              | 2            | mérkőzés     |              | 0            | gól          |